# Paragroupe
Paragroupe est un  terme  utilisé en  génétique des populations pour décrire des lignages dans un haplogroupe qui ne sont pas définis par quelque marqueur génétique unique additionnel. Dans les   haplogroupes du chromosome Y humain, les paragroupes sont typiquement représentés par un astérisque (*) placé après le principal haplogroupe. Le terme "paragroupe" est un  mot-valise pour le  terme haplogroupe paraphylétique indiquant que les paragroupes forment des clades  paraphyletiques. Sauf les mutations qui definissent l'haplogroupe parent, les paragroupes ne doivent pas posséder de marqueurs uniques additionnels connus. Cela n'empêche pas que le paragroupe peut en réalité posséder des marqueurs uniques qui n'ont pas encore été découverts. Si un marqueur unique est découvert dans un paragroupe,  on donne au nouveau lignage un nom unique l'identifiant et il est sorti du paragroupe pour former un subclade indépendant. 
Un exemple de paragroupe est l'haplogroupe DE*. Il a le marqueur qui définit l'haplogroupe DE, mais aucun des marqueurs qui définissent les subclades les plus communs de l'haplogroupe DE tels que l'haplogroupe D et l'haplogroupe E. 
Un exemple de lignage dans un paragroupe auquel fut assigné un nouveau nom est l'haplogroupe E1b1b1g. Les lignées de ce nouveau haplogroupe étaient précédemment incluses dans l'haplogroupe E1b1b1* (aussi connu comme E-M35* d'après le marqueur M35 qui le définit) jusqu'à ce que le marqueur M293 définissant E1b1b1g ou E-M293) fut découvert en 2008.
Un autre exemple est un membre de l'haplogroupe R du chromosome Y (défini par le marqueur M207) qui aurait pu appartenir aux sous-haplogroupes R1 (défini par le marqueur  M173) ou R2 (défini par le marqueur M124). Les individus qui ont M207, et qui n'ont aucune des mutations M173 et M124 seront catégorisés comme appartenant au groupe R*.